# 詔令文書

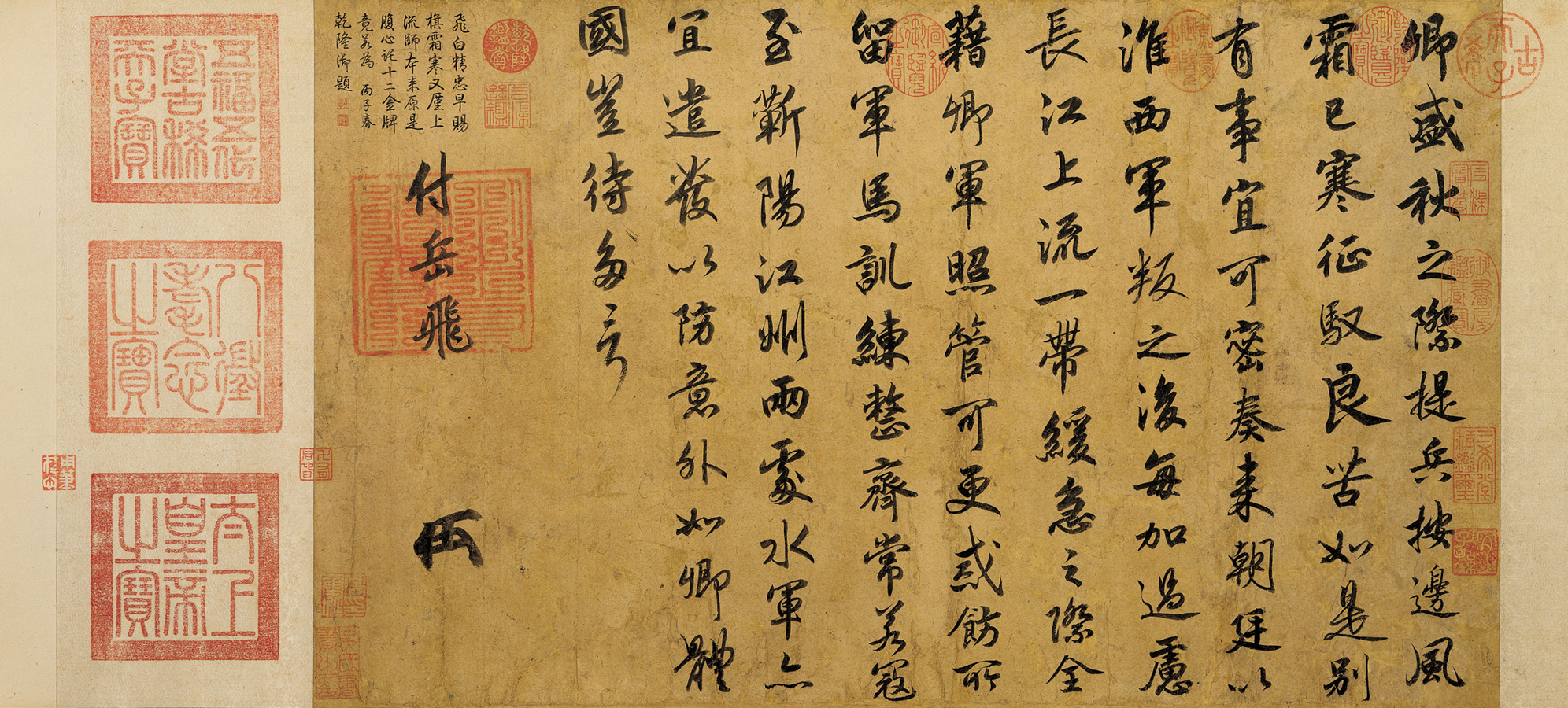
《賜岳飛手敕》係宋高宗親手寫於紹興七年（1137年）秋天，特賜岳飛之詔書，以嘉獎其對國家之忠誠。現藏臺灣國立故宮博物院。

詔令，民間俗稱為「聖旨」，是皇帝對臣民下達命令或公告事項的正式公文。由於擬旨承宣的機構與功能各有不同，功用、名稱便不同，如詔書、誥命、敕命、敕諭、敕令、諭令、諭旨、聖旨、皇旨、御旨、詔旨、聖批、聖令、皇令、皇榜、金榜、公榜、冊、書、符、檄文。皇后、皇太后、太皇太后的詔令則稱懿旨。此外，皇帝責怪自己的詔令則稱為罪己詔，沒有下達政令的功能，也沒有任何法律效力，多為君主檢討自身過失，並爭取臣民同情之用。此外，有一種很特別的詔令，等同於皇帝的遺囑，稱為遺詔，有時在皇帝在世時便會預先擬定，於皇帝駕崩後遺命由大臣宣讀，內容多是指定皇位繼承人以及交代國家未來發展等。

## 中國歷代诏书

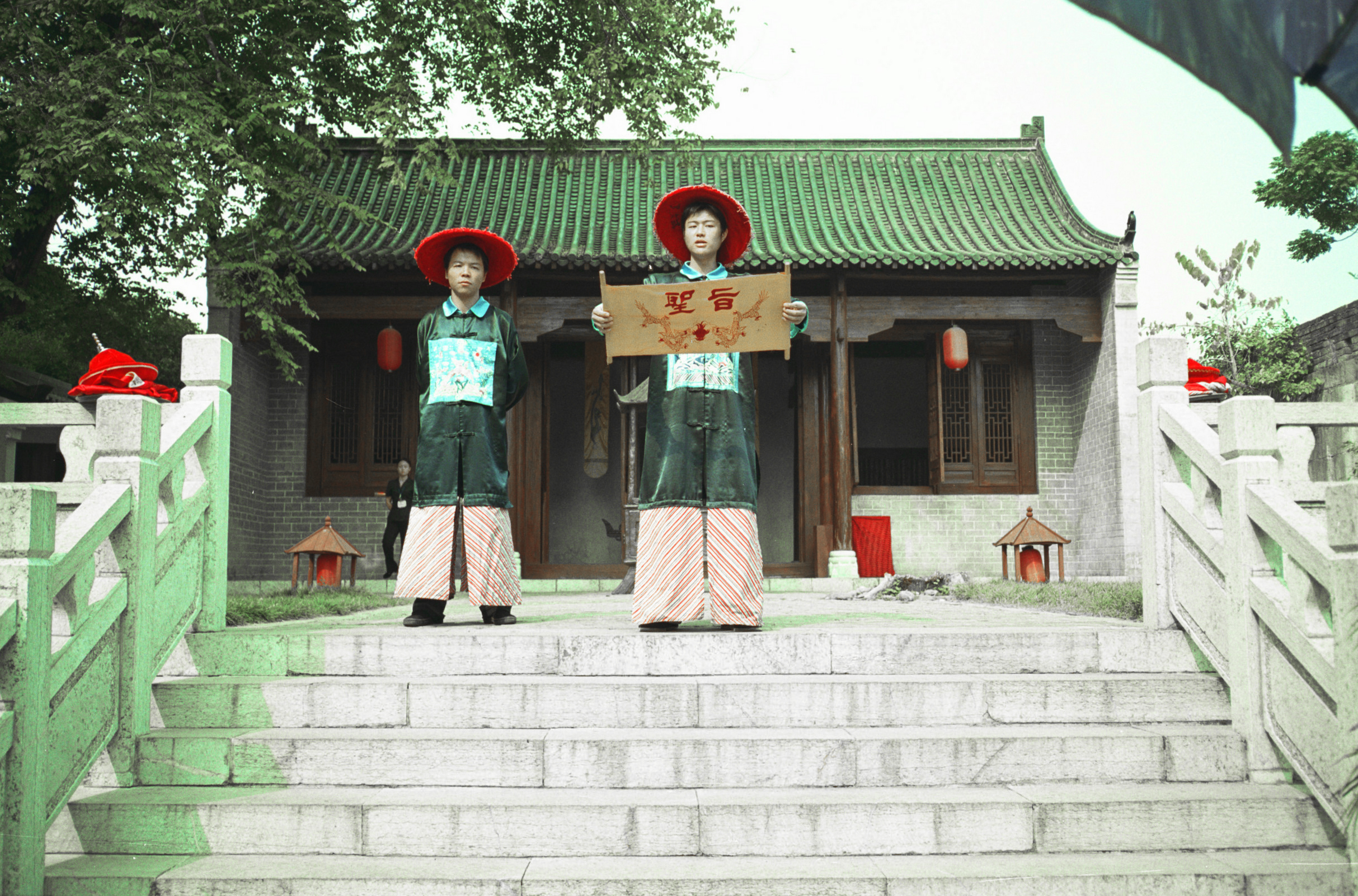
廣西貢院聖旨頒詔的模擬表演

《说文解字》解释“诏”：“告也，从言从召。”郑玄为“诏”作注，谓“诏，告也”。詔書有一定的格式，比如清朝时的诏书起首句一定是「奉天承運皇帝，詔曰」，結尾語為「布告天下，咸使聞知」或「布告中外，咸使聞知」，中間則敘述詔告天下事件的內容。清朝時，詔書由內閣擬稿，經大學士定稿進呈，皇帝批閱後，以墨筆楷書，由右至左直寫，寫在大幅黃紙上，中間及紙張接縫處鈐「皇帝之寶」璽。製作完成後的詔書稱為「詔黃」，以極其隆重而繁複的禮儀，送至天安門城樓上宣讀，象徵著布告天下。宣詔禮成，由禮部接詔，立即謄寫或雕板印刷多份，由驛道分送各地，再由地方官員接詔、宣詔。謄寫的詔書，稱為「謄黃」，雕板印刷的詔書，稱為「搨黃」。
以下為中國歷代的詔書簡歷：

### 西周
詔書在西周時分為「誥命」和「敕命」兩種，原是一種訓誡勉勵的文告。

### 秦漢
秦始皇於前221年一統天下後，自以為功績勝過三皇五帝，於是定名號為皇帝，自稱為「朕」，命為制，令為詔。秦亡後，漢朝繼起，基本上承襲了秦朝的制度。而其中詔旨的寫作格式，漢代的開頭大多是“某年某月某日，某某皇帝”。
《后汉书》卷3《章帝纪》载章帝诏书称：“中元元年诏书，五经章句烦多，议欲减省。”東漢蔡邕在《獨斷》中有這麼一段論述：“秦承周末，為漢驅除，自以德兼三皇，功包五帝，故並以為號。漢高祖受命，功德宜之，因而不改也……漢天子正號曰皇帝，自稱曰朕，臣民稱之曰陛下。其言曰制詔，史官記事曰上。車馬衣服器械百物曰乘輿。所在曰行在，所居曰禁中，後曰省中。印曰璽。所至曰幸，所進曰御。其命令一曰策書，二曰制書，三曰詔書，四曰戒書。”

### 魏晉南北朝
魏晉南北朝時的詔令與漢代相仿，但皇帝即位詔書中多有「應天順時，受茲明命。」一語。重要原因大概是當時朝代更替頻繁，每幾十年便更替一次，使皇帝都強調其統治乃天意，他人不得違天。

### 隋唐
唐代詔令分為冊書、制書、慰勞制書、發日敕、敕旨、論事敕書、敕牒七種形式，一般由中書省起草，門下省審核頒行，其中有嚴格規定：「凡制敕宣行，大事則稱揚德澤，褒美功業，復奏而施行之。小事則署而頒之。」（《唐六典》卷8 門下省·給事中條）。所以在頒行的制書之首往往是「門下」兩字，如《肅宗命皇太子監國制》開頭就是「門下，天下之本……」。而天命所歸的話往往見於皇帝的即位詔令中，與魏晉南北朝時略同。而西周時的「誥命」與「敕命」在此時專指帝王授官、封贈的命令。

### 宋
宋代的詔令雖繼承唐代，但有所變化。宋代皇帝的詔令，不論事情大小，「非經二府者，不得施行」，但此處二府係指中書門下和樞密院。詔令起草工作都是由中書門下議，學士為之，故許多重要詔令開頭與唐代一樣，都是「門下」二字。如《宋大詔令集》所載從宋太祖到宋徽宗八位皇帝的即位赦文均以門下置於篇首，同時，《宋大詔令集》中所存的詔令中，以「朕紹膺駿命」或「朕膺昊天之眷命」開頭的亦佔有相當比例。

### 元
元代以蒙古語為官方語言，故以「國語訓敕者曰聖旨，史臣代言者曰詔書」。元代漢文聖旨開頭都是使用「長生天氣力裏、大福蔭護助裏、皇帝聖旨」的套話。元代不少漢文公文自蒙古文公文直譯而來，沿革遵循蒙古語語法和句式翻譯，因此與通用漢語的語法差異甚大，這類公文文體被稱為硬譯公牘文體（又稱蒙文直譯體）。其中，「長生天氣力裏、大福蔭護助裏、皇帝聖旨」是硬譯公牘文體中的一句固定套話，蒙古語為「möngke tngri-yin küčün-dur yeke suu ǰali-yin ibegen-dür qaγan-u ǰrlγ manu」，意為「憑借長生天眷顧、憑借大福蔭護助的皇帝的聖旨」。男性皇族（太子、大王、諸王）的令旨用「（長生）天氣力裏、皇帝福蔭裏、××令旨」（(möngke) tngri-yin küčün-dür qaγan-u suu-dur XX üge (lingǰi) manu）；女性皇族（皇太后、皇后、后妃）的懿旨，用「長生天氣力裏、皇帝福蔭裏、××懿旨」（möngke tngri-yin küčün-dür qaγan-u suu-dur XX 'iǰi manu）；帝師的法旨，用「皇帝聖旨裏、××法旨」（qaγan-u ǰrlγ-iyar XX faǰi manu）。

### 明
明太祖自称法天道、承天命。余繼登《典故紀聞》卷一記載，太祖嘗言：「見人言動皆奉天而行，非敢自專也。」因而其詔書的開頭就是奉天承運，外朝則以奉天殿等三大殿及奉天門為主。
明代诏书通常以「奉　天承運　皇帝制曰」（或“詔曰”或“敕曰”）起始，末尾以「咸使聞知」
另外，明朝規定親王、群臣上表箋，都得有「天眷命，統馭萬方」或是「天受命，君師宇內」等字樣，節日朝賀須用「天永昌」，皇帝郊祀稱自己為「嗣天子臣」，其使用的音樂頭一句就是「荷蒙天地兮，君主華夷」、皇帝結婚的納采制詞首句也是「朕承天序」，皇帝的寶璽則有「皇帝奉天之寶，奉天承運大明天子寶」字樣等等，都認為明朝政權的統治出自天意。此時也形成了非常完備的誥封制度，一至五品官員授以誥命，六至九品授以敕命，夫人從夫品級，故世有“誥命夫人”之說。

### 清

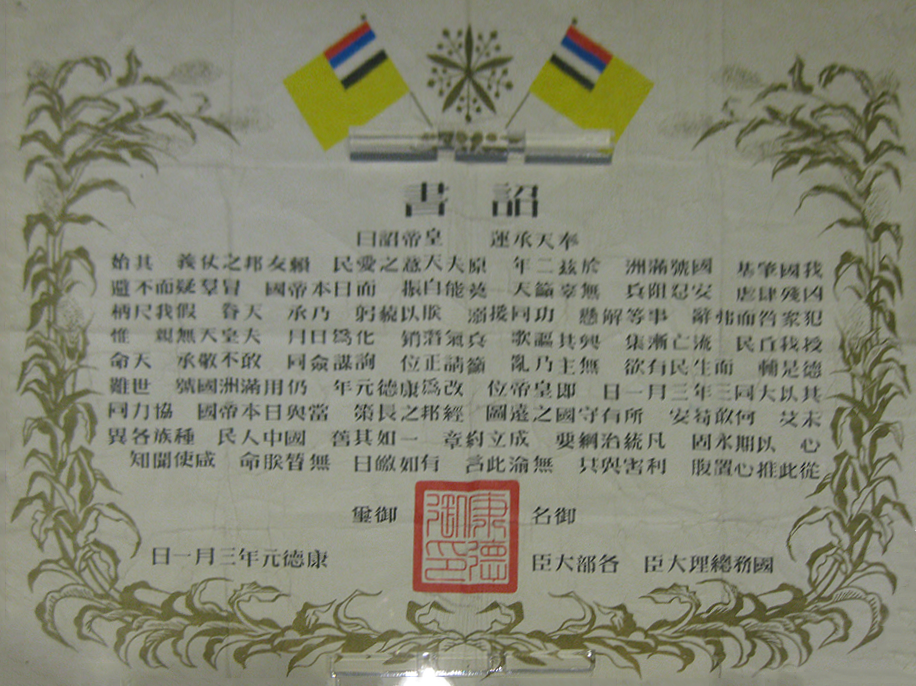
偽滿皇宮博物院陈列的溥儀即位诏书

清承明制，其詔書多以「奉天承運皇帝詔曰」開頭，中間為主要文字，結尾則以「布告天下，咸使聞知」、「布告中外，咸使聞知」、「布告中外，咸使知悉」為多。「中」乃禁中，是京中宮廷，「外」是指外省地方。詔書以外，清代還有制辭（即制書）。其開頭一般是「奉天承運皇帝制曰」云云。
清代詔書多用大幅硬黃紙書寫製成。所謂硬黃紙，是將紙放入黃檗汁浸染至滅白為止，以達到防蟲滅菌的效果。詔書紙高約八九十厘米，橫寬視文字內容長短而定，長者可達五六米，表裏二層成長卷式樣，雖大卻十分堅固，不容易破損。
詔書文字為墨筆楷書，均為滿漢合壁，漢文位於右方，豎行往左書寫；滿文位於左方，豎行往右書寫，多用朱圈句讀，與一般文書不加標點不同。紙張接縫處正面正中位置蓋有騎縫印，印用『皇帝之寶』，正文之後另起一行偏上位置書寫年號及年月日期，並騎年蓋月，鈐用『皇帝之寶』。

### 中華民國
清帝國滅亡後，中華民國建立，廢除帝制，奉行三民主義，國家元首改稱總統。總統之命令，不稱詔令，而稱總統令。

## 歐洲
米蘭敕令（313）: 羅馬帝國皇帝君士坦丁一世頒發的一個寬容基督教的敕令。

## 日本
大和朝廷自大化革新以來，慕仿隋唐典制。天皇所命，稱詔敕，皆漢字文書，任免百官、封贈爵位用之。诏敕加盖天皇御玺。詔敕之發行，概由中務省（唐名：中書省）輔佐之。又有不翻譯為漢文之命令，稱宣命。
1868年開始刊登於太政官正院發行的《太政官日誌》，1883年起刊登於《官報》。明治憲法施行期間，詔書分為天皇針對皇室事務頒布的「宮務詔書」、以及天皇基於憲法職權行使政治權力頒布的「政務詔書」，文體則採用漢字及片假名書寫的文語體；具體的種類及手續，則由1907年頒布的《公式令》予以規範。
現行的《日本國憲法》施行後，詔書的書寫風格改為平假名及漢字並用的口語文體；但實際上，現行憲法並未就詔書做出一般性的法律規範，唯一的法源依據是憲法第7條，天皇頒布召集國會、解散眾議院、公告舉行國會議員選舉等與國會相關的詔書，屬於天皇行使「國事行為」的一環。詔書由天皇署名（御名），加蓋天皇御璽，並由內閣總理大臣署名（副署）後始生效力。

## 朝鲜
朝鲜国王诏书原称「王旨」，即国王的旨意。因中国称诸侯王发布的命令称「教」，朝鲜又为中国之属国，故自明朝中期开始「王旨」改称「教旨」。一般材质为高丽皮纸，内容大都十分简单，直接为“某某某为何大臣者”，并署上中国明朝（后为清朝）年号，并钤朝鲜国玺「施命之宝」，如是科举教旨则钤「科举之宝」。高宗称帝后，「教旨」改称「敕命」，开始使用朝鲜自己的年号，一般官员钤「敕命之宝」，高级官员则钤「制诰之宝」。

## 延伸閱讀
- 〔日〕大庭修; 姜镇庆 译. . 敦煌学辑刊. 1984, (2): 174–184. ISSN 1001-6252. CNKI DHXJ198402016. NCPSSD 1003146299.。
- 陳熙遠.  (PDF). 臺大歷史學報. 2004, (33). ISSN 1012-8514. doi:10.6253/ntuhistory.2004.33.06. （原始内容 (PDF)存档于2021-03-12）.。